# Coua de capell olivaci
El coua de capell olivaci (Coua olivaceiceps) és una espècie d'ocell de la família dels cucúlids (Cuculidae) que habita boscos, zones arbustives i zones àrides del sud-oest de Madagascar. 

Sovint considerat coespecífic de Coua ruficeps.